# Henning Kjeldsen Holding
Henning Kjeldsen Holding ApS er et dansk holdingselskab for Henning Kjeldsens fiske- og fiskerivirksomheder, samt ejendomsselskaber og hotel. Virksomheden har hovedkvarter i Skagen, hvor Henning Kjeldsen har fiskeskibene Gitte Henning (2008) og Themis (2018), Birgitte Martine og Myggenes; endvidere Skagen Hotel og Cáfe Maskinrummet. De væsentligste datterselskaber er Gitte Henning Konsum A/S, Gitte Henning Industri A/S og Gitte Henning Pelagic A/S
Henning Kjeldsen, der oprindeligt er fra Thyborøn, har igennem flere år været Danmarks førende fiskeskipper. I 2017 ejede han kvoter til 119.460 tons industri-fisk, hvilket var 12 % af Danmarks samlede industri-fiskekvote.